# Copelatus geayi
Copelatus geayi är en skalbaggsart som beskrevs av Régimbart 1904. Copelatus geayi ingår i släktet Copelatus och familjen dykare. Inga underarter finns listade i Catalogue of Life.